# Altensteiner Park

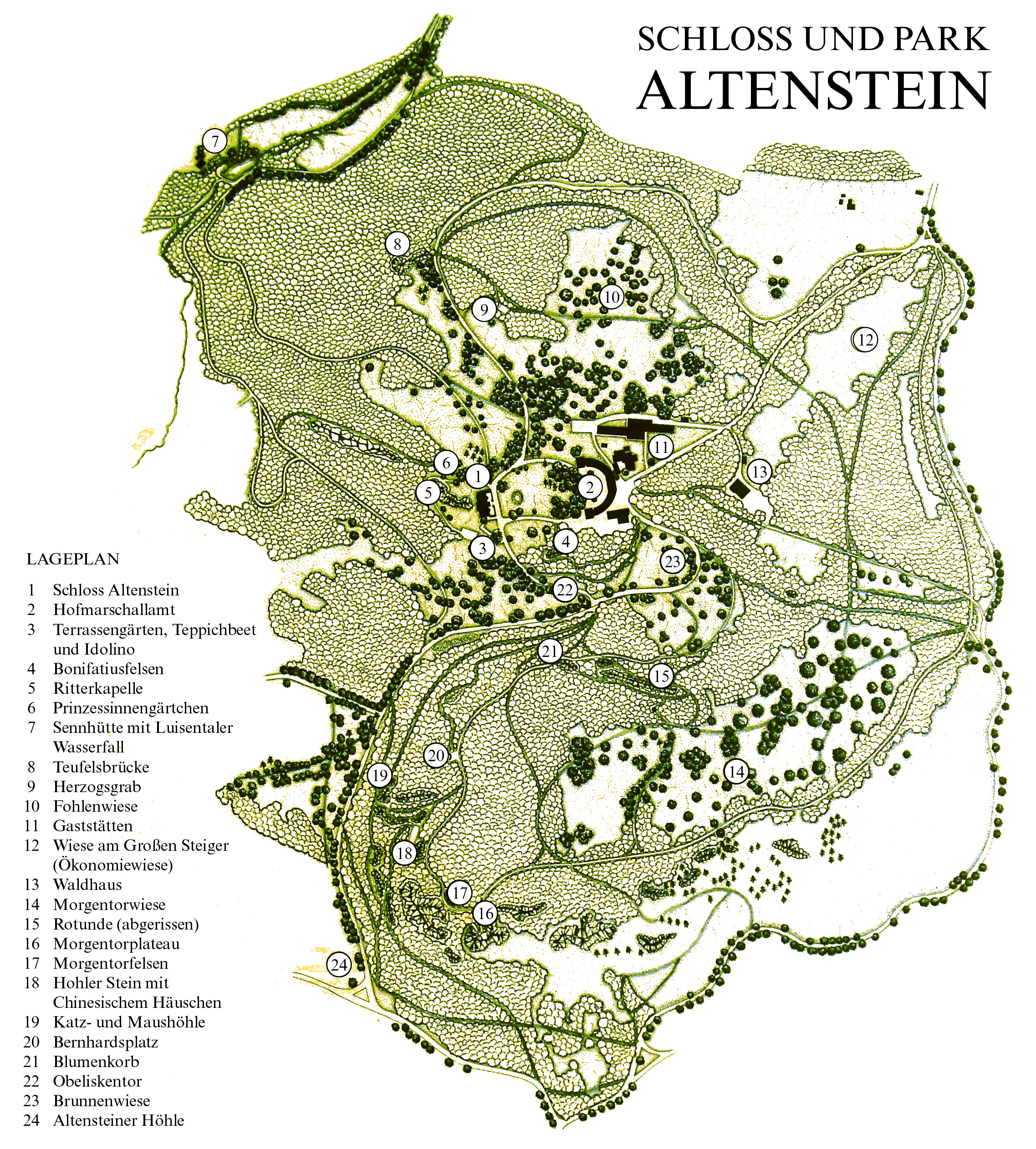
Lageplan

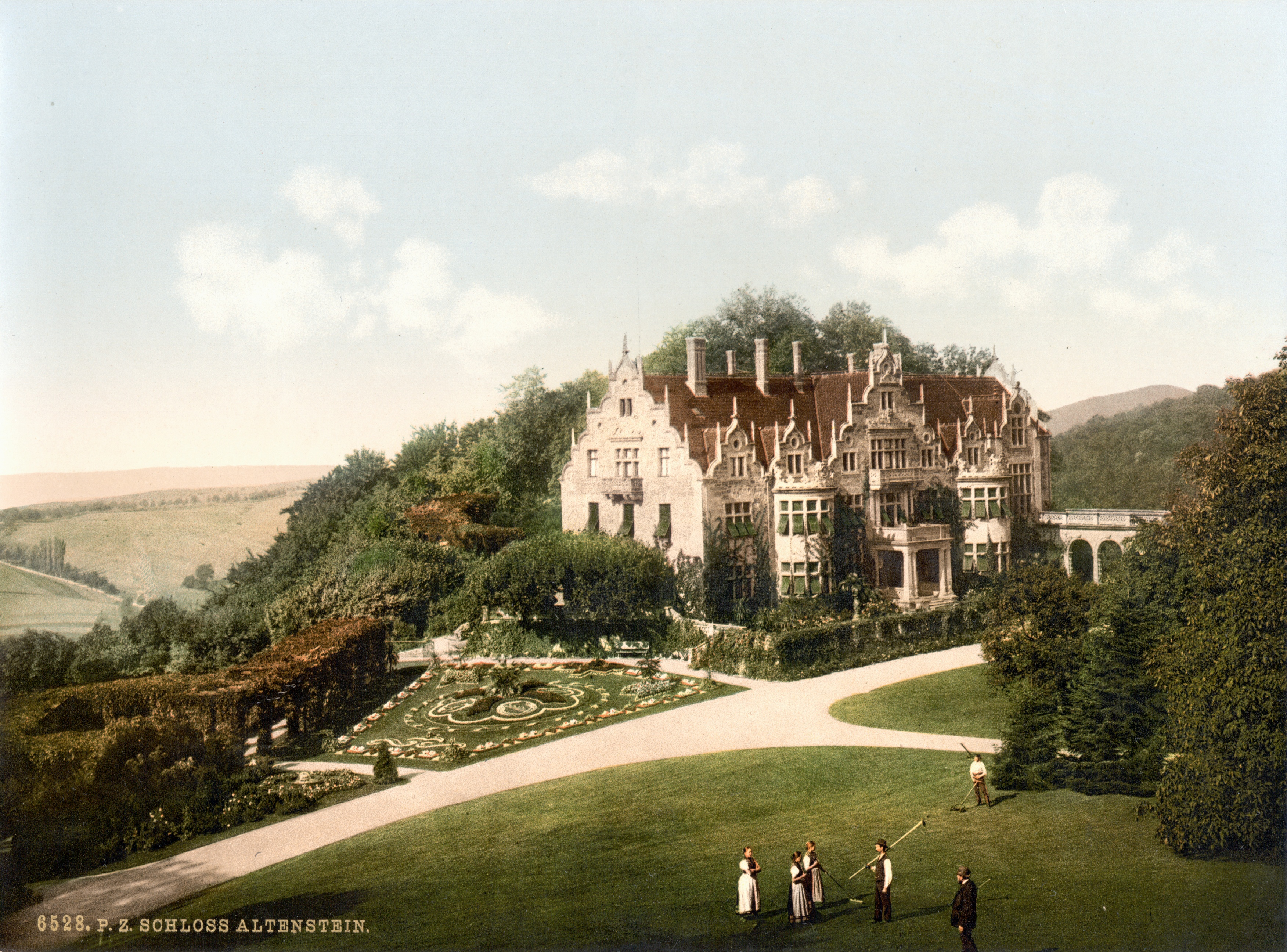
Schloss Altenstein zwischen 1890 und 1905

Der Altensteiner Park ist ein denkmalgeschützter Landschaftspark im Stadtgebiet der thüringischen Kurstadt Bad Liebenstein im Wartburgkreis.
Der Park ist mit einer Größe von etwa 160 Hektar eine der größten historischen Parkanlagen Thüringens, er geht im Norden und Westen fast unmerklich in den Schweinaer Grund und den Hochwald an den Berghängen des Schweinaer Forstbezirks Windsberg über.
Der Park ist Eigentum der Stiftung Thüringer Schlösser und Gärten.

## Geschichte

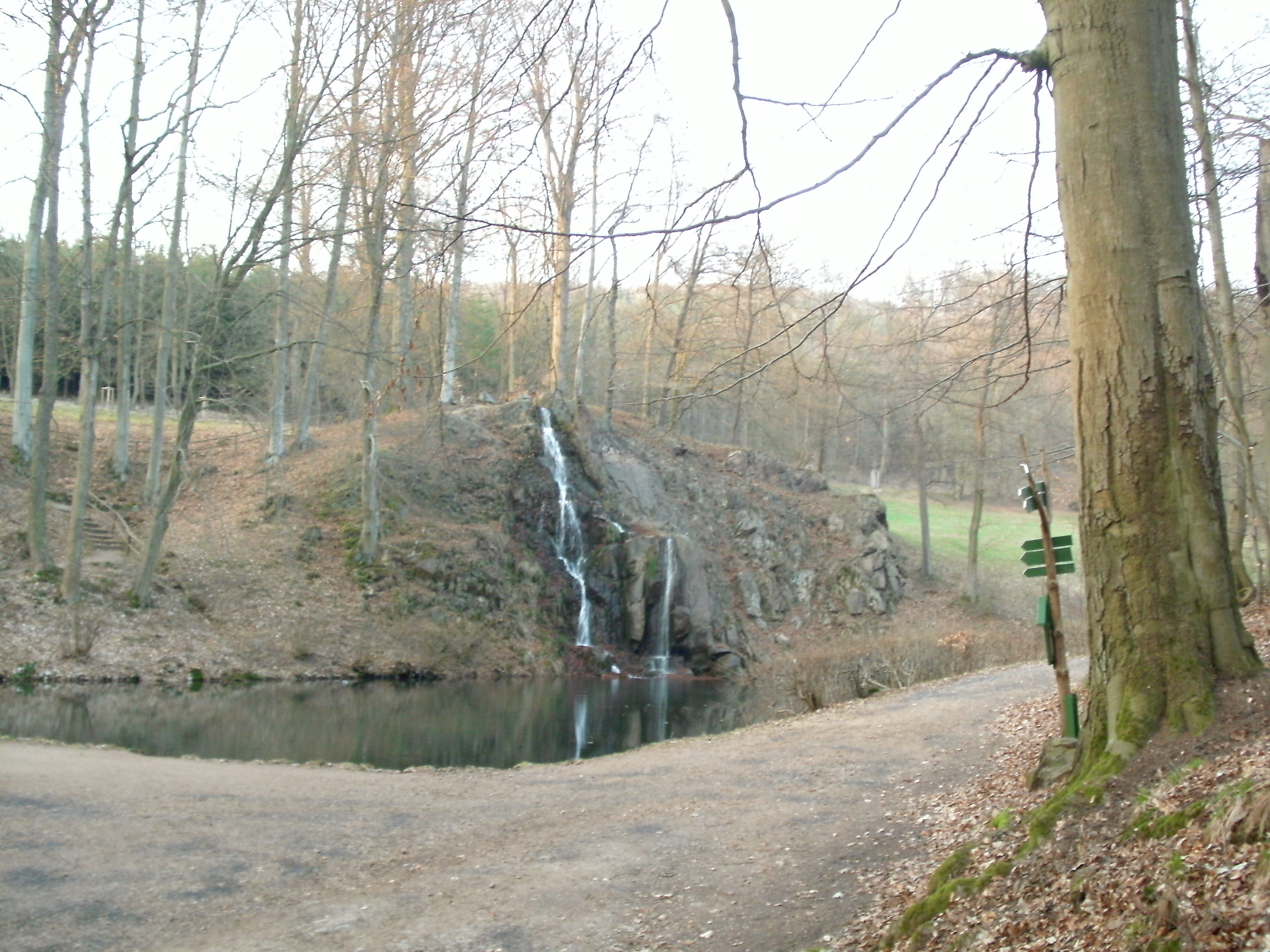
Luisentaler Wasserfall

Die ersten Heilquellen wurden im 16. Jahrhundert entdeckt und von Herzog Casimir von Sachsen-Coburg Anfang des 17. Jahrhunderts als Wunderquelle vermarktet.
1798 wurde der Ort Liebenstein vom Herzog Georg I. von Sachsen-Meiningen erworben und durch beträchtliche Bauaktivitäten in ein florierendes Modebad umgewandelt.
Herzog Georg bemühte sich mit seiner Familie um das von seinem Großvater gemiedene Schloss Altenstein und es entstand der Plan für eine Erschließung der noch urwüchsigen Felslandschaft um das Schloss und deren Nutzung als Schlosspark.
Mitte des 19. Jahrhunderts erfolgte auf Anregung von Hermann von Pückler-Muskau die Umwandlung der Anlage in einen Landschaftspark nach englischem Vorbild – eine hochwillkommene Idee, denn die einst im Park spielende Prinzessin Adelheid war inzwischen britische Königin geworden. Mit Unterstützung des in Thüringen wirkenden Eduard Petzold wurde der Park vergrößert, Sichtschneisen entstanden und man begann mit der Anpflanzung von exotischen Gehölzen. Auch Peter Joseph Lenné, bedeutendster Gartenarchitekt des 19. Jahrhunderts, der in Diensten der preußischen Hofverwaltung stand und die Parkanlagen zahlreicher Königsschlösser in Berlin und Potsdam entwarf, wurde 1855 um Anregungen für den Altensteiner Park gebeten.
Am 13. August 1846 wurde zu Ehren des 54. Geburtstags der englischen Königinwitwe Adelheid von Sachsen-Meiningen (Queen Adelaide) ein großes Volksfest im Altensteiner Park veranstaltet. In den Jahren 1846–1852 wurden weitere Teile des Altensteiner Parks umgestaltet. Am 4. August 1850 organisierte der berühmte deutsche Pädagoge Friedrich Wilhelm August Fröbel ein großes Spielfest auf dem Altenstein. Ein Hohenzollernprinz heiratete 1853 auf Schloss Altenstein in aller Stille.
In den Jahren 1888–1889 erfolgte der Schlossumbau für den „Theaterherzog“ Georg II. Herzog von Sachsen-Meiningen, der als der letzte große Bauherr und Förderer von Schloss und Park zu Altenstein gilt. Der Umbau erfolgte im Stil von Landhäusern der englischen Spätrenaissance des 16. Jahrhunderts mit Fassaden im Neorenaissance-Stil. In den Jahren 1890–1900 wurden Teile des Parks, vor allem im schlossnahen Bereich, umgestaltet. Auf Einladung des Herzogspaares weilte Johannes Brahms in den Jahren 1894–1895 mehrmals auf dem Altenstein.
Nach der Novemberrevolution in Deutschland hatte auch der letzte Meininger Herzog, Bernhard III., abgedankt und lebte nun als Privatier mit seiner Familie auf dem Schloss Altenstein und in Meiningen. In den späten 1930er Jahren sollen Schloss und Park an das Land Thüringen verkauft worden sein, jedoch erhielt die herzogliche Familie weiterhin das Wohnrecht. Während des Zweiten Weltkrieges kam es auch im Luftraum über Schweina zu Kämpfen und Bombennotabwürfen, einige detonierten im Parkgelände. Die herzoglichen Kunstsammlungen und die im Park aufgestellten Skulpturen wurden abtransportiert. Ein bei München in Brand geschossener Güterzug soll den größten Teil dieser Sammlung enthalten haben, er wurde ein Opfer der Flammen. Nach dem Krieg wurden Park und Schloss in Volkseigentum überführt und zu einem Zentrum des Bad Liebensteiner Kurtourismus entwickelt.
Aus Anlass des 200. Jubiläum der Höhlenentdeckung fanden in Schweina und auf dem Altenstein ein Sommerfest und ein Festumzug statt.

## Zugänge und Parkteile

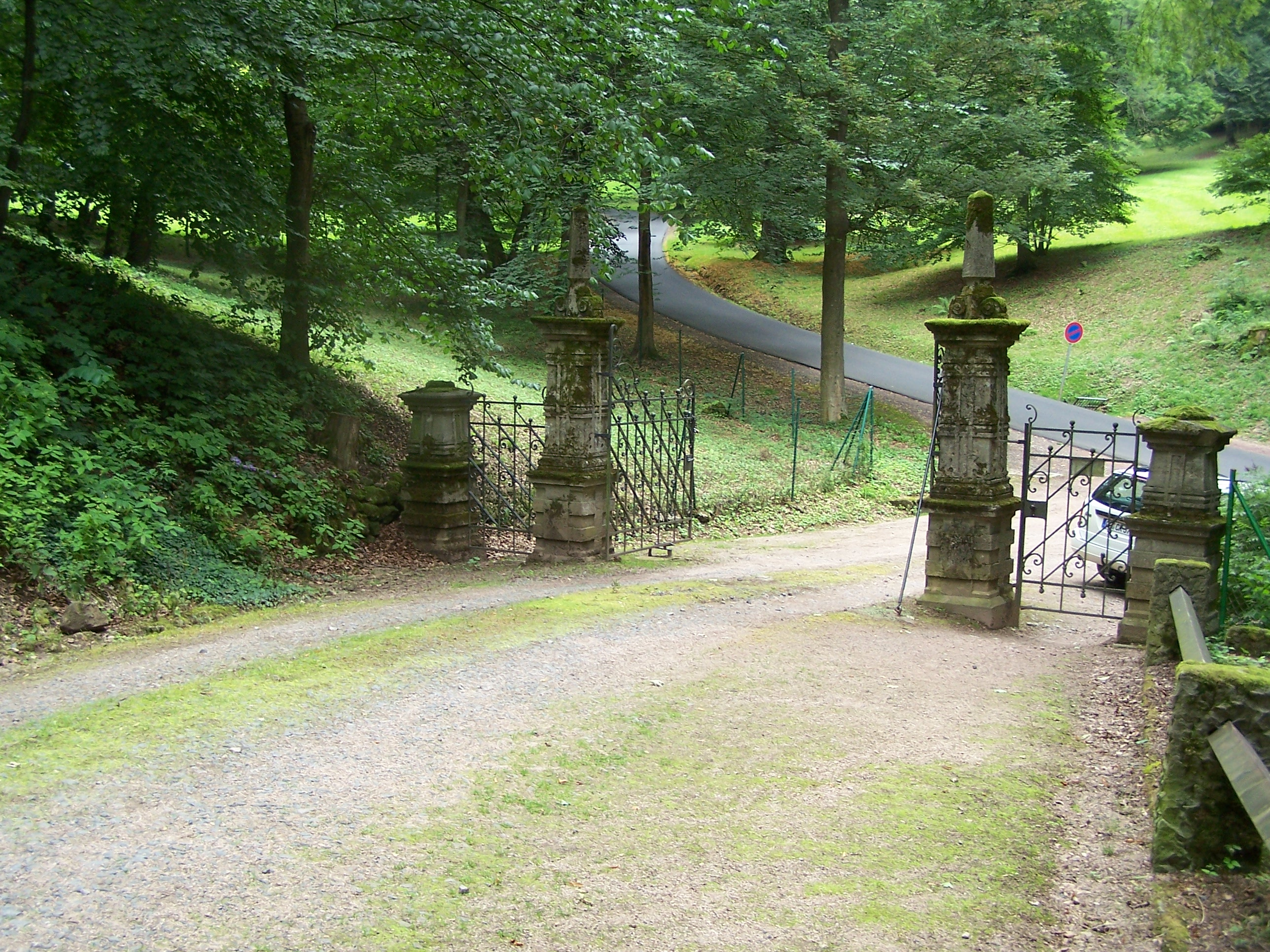
Am Obeliskentor befand sich einst der bewachte hochherrschaftliche Eingang zum Schloss Altenstein

Der Altensteiner Park bildet eine steil zum Schweinaer Tal abfallende Anhöhe, die mit zahlreichen Felsvorsprüngen und Baumveteranen geschmückt ist. Für Besucher des Parkgeländes stehen mehr als 20 km Wege und Erschließungsstraßen zur Verfügung.
Der Park ist historisch gewachsen und schließt sich an die historischen Ortslagen der Ortschaften Schweina mit dem Schloss Glücksbrunn und Steinbach an. Eine erforderliche Erschließungs- und Durchgangsstraße teilt den Park in zwei etwa gleich große Hälften. Die Hauptzugänge für Besucher befinden sich an der Altensteiner Höhle beim Schloss Glücksbrunn im Süden, am Parkplatz Katzenkopf mit Verbindung nach Steinbach im Osten und an der Kisseler Straße in Schweina als Zugang über das Luisenthal im Westen. Gegenüber dem Hotel befinden sich weitere Parkplätze für Kurzbesucher.
Der 15 Hektar große Kernbereich des Parks umgibt das Schloss, die Hauptsehenswürdigkeiten und die angrenzenden pflegeintensiven Wiesen und Rabatten. Zum Schutz vor Schwarzwild und anderen Wildtieren wird dieses Gebiet von einem Schutzzaun umgeben.
Der an die Steinbacher Gemarkung grenzende Parkteil ist heute vollkommen bewaldet, ein strahlenförmiges Wegenetz beginnt am Parkplatz Katzenkopf. Nördlich vom Hotel und der Parkverwaltung dehnt sich die Fohlenwiese aus, sie reicht bis an den Quellbach des Luisenthals und grenzt mit ihren Wiesen und kleinen Gehölzen das Parkgelände zum nördlich folgenden Forst Windsberg ab. Das Pulverholz bildet den nordwestlichen Teil des Parks, Herzogsgrab und Teufelsbrücke sind darin zu finden und der Weg zur Sennhütte. Den südwestlichen Teil nimmt der Luisenthaler Grund mit dem See und Luisenthaler Wasserfall ein.

## Bestandteile des Landschaftsparkes

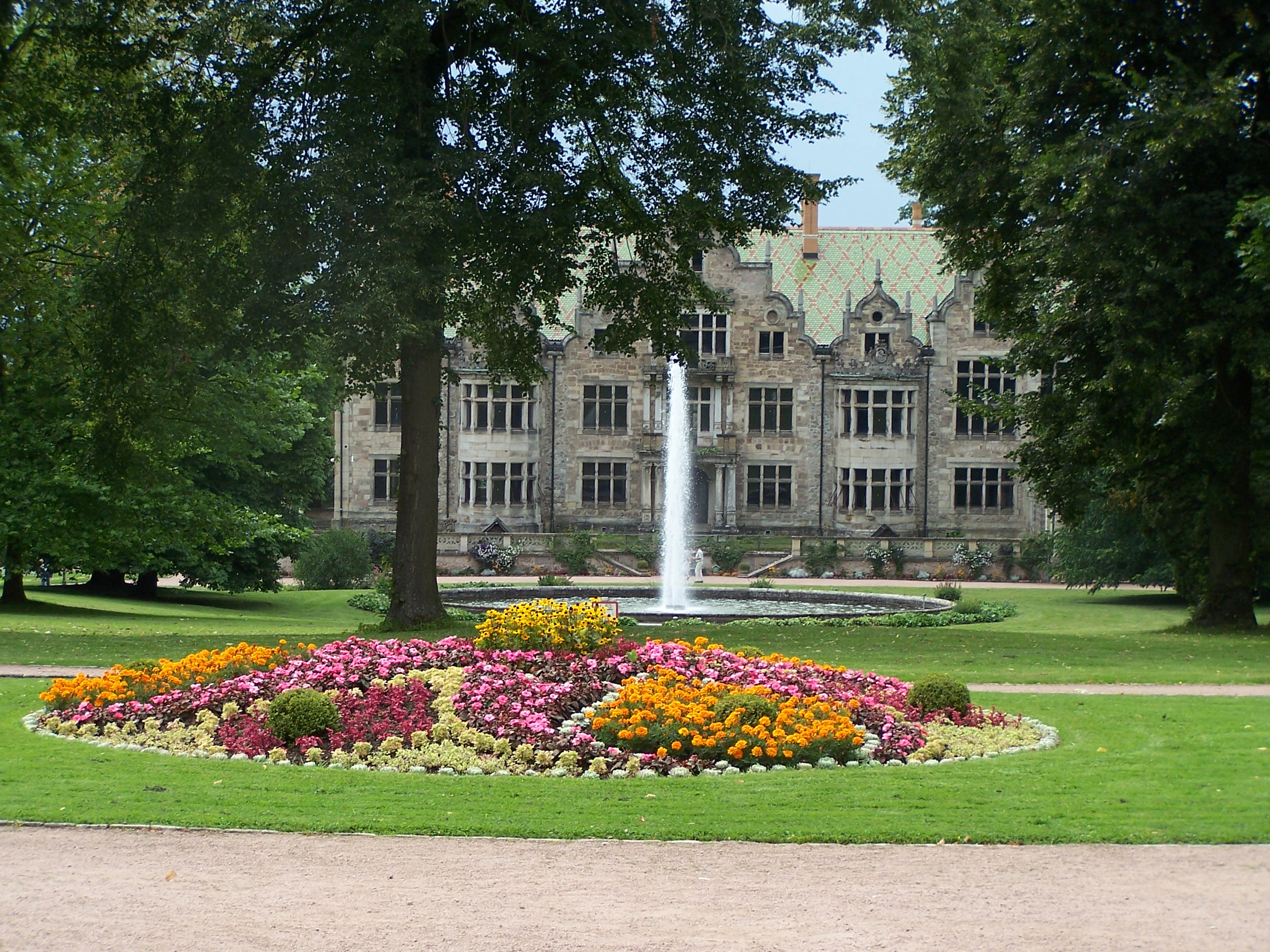
Die Hauptsichtachse vom Hofmarschallamt zum Schloss mit dem Springbrunnen

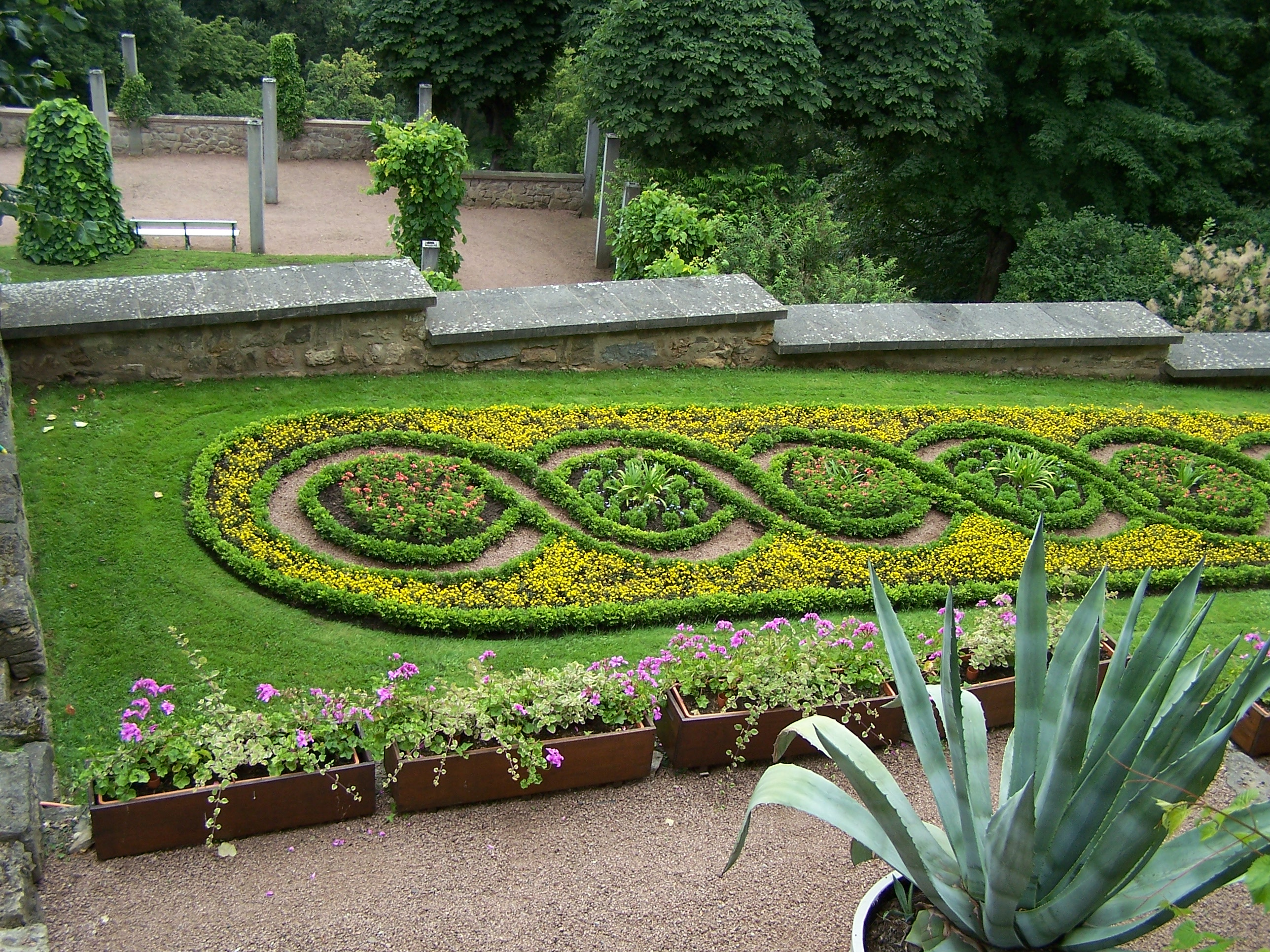
Ein Zopfbeet

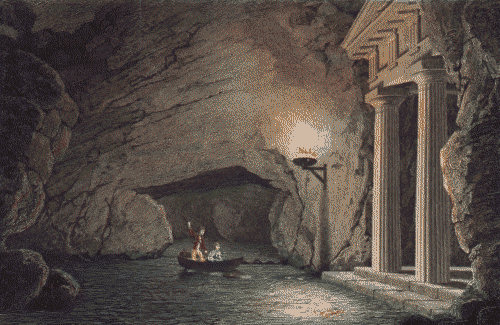
Zwei jugendliche Abenteurer in der Tiefe der Altensteiner Höhle (1938)

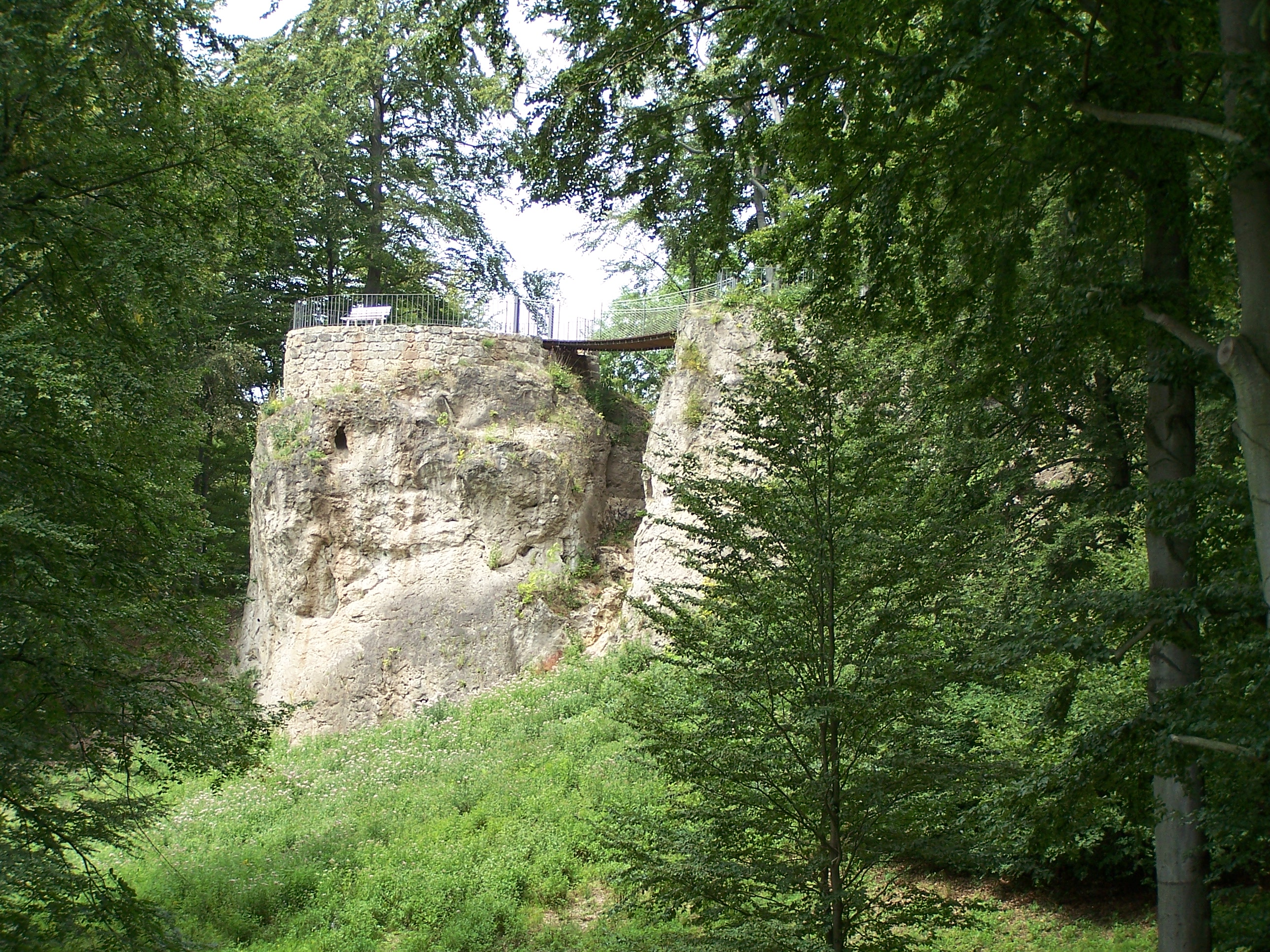
Blick zur Teufelsbrücke

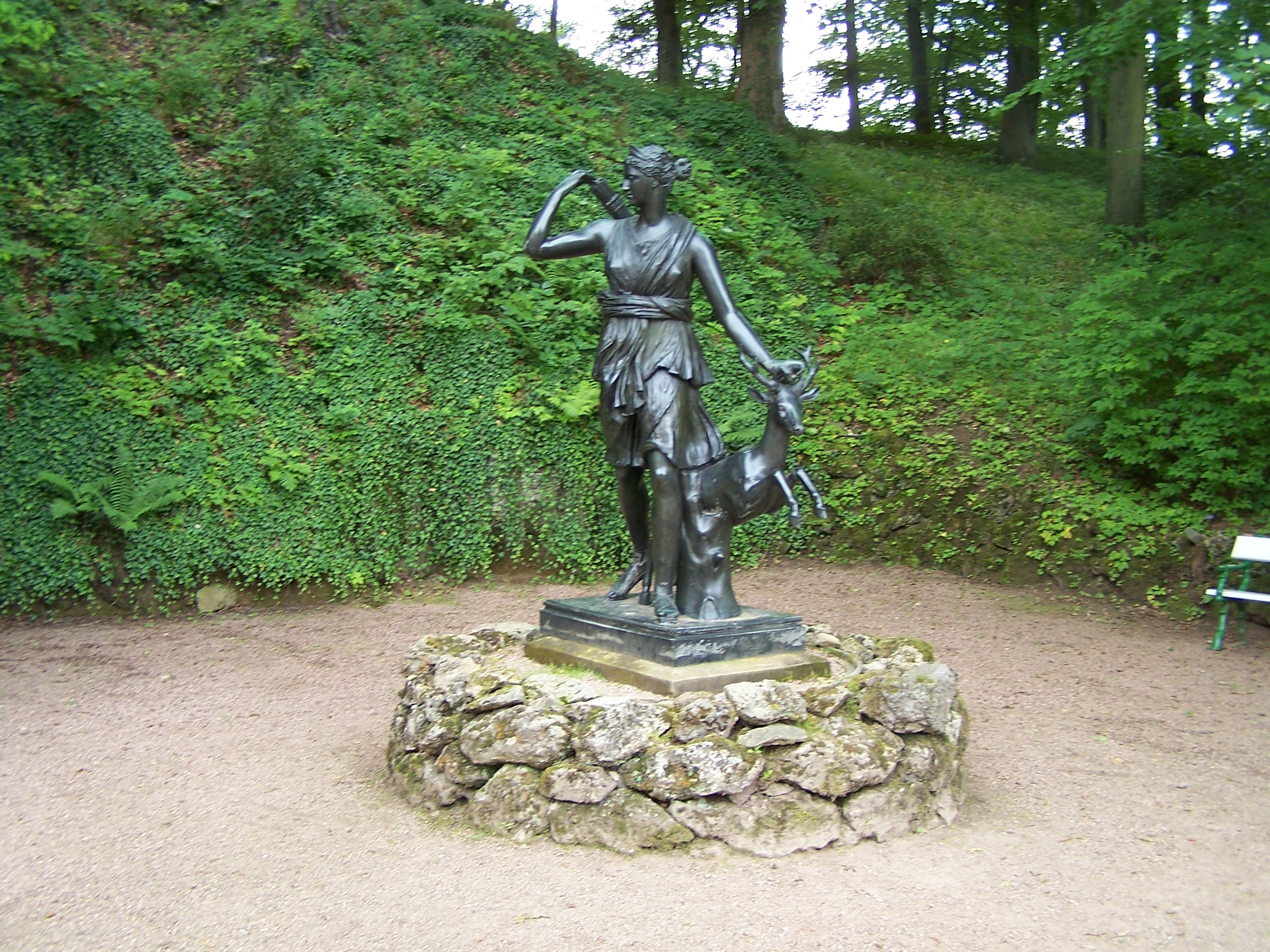
Göttin Artemis

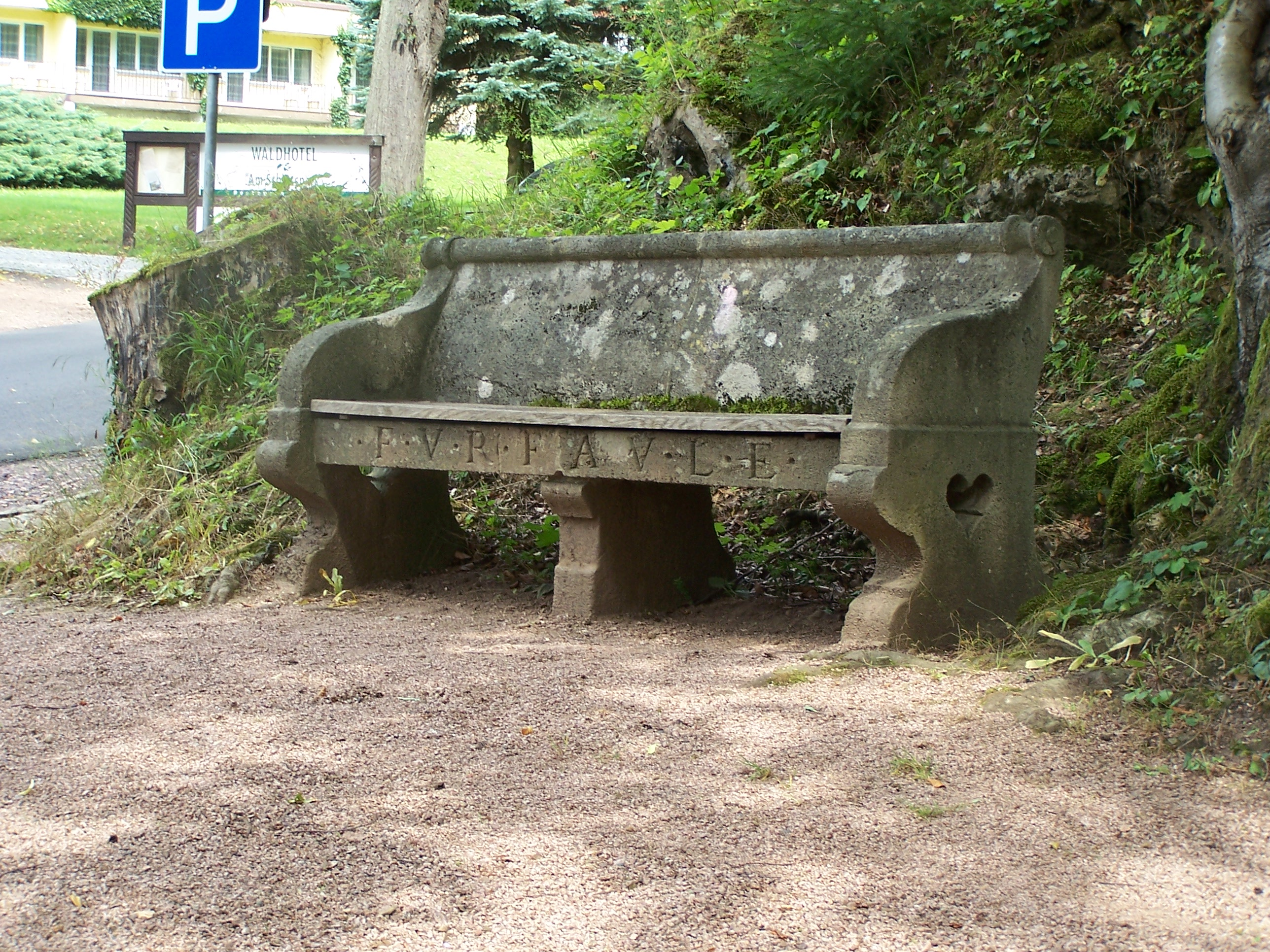
Ruhebank mit Hintergedanken?

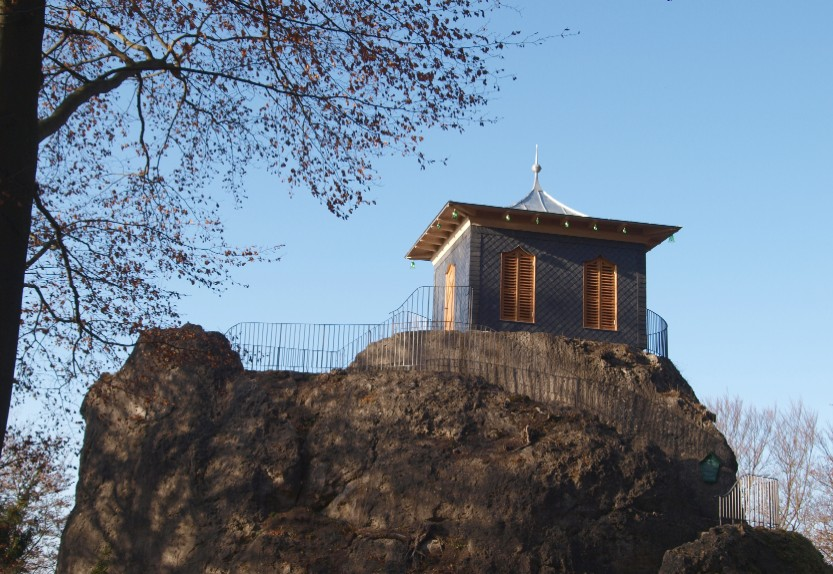
Chinesisches Häuschen (2011)

In der folgenden Übersicht konnten viele Sehenswürdigkeiten des Parks erfasst werden, die heute nur noch von Fotos und alten Reiseführern bekannt sind.
Die „Ritterkapelle“ (erbaut um 1800) gilt als Beleg der Zugehörigkeit des Herzogs zum Freimaurerorden. Von der Burgruine war noch der Stumpf des alten Bergfriedes sichtbar, nur einige Meter davon entfernt ragte eine Felsnadel aus dem Hang heraus, die der Herzog zum Standort der Ritterkapelle machte. Das kleine, mit Wappen geschmückte Bauwerk zeigt auch das Freimaurer-Emblem und bildet heute nach abgeschlossener Restaurierung eine Attraktion des Parks. Zu Füßen der Ritterkapelle befand sich auch eine berühmte Linde, die in den 1950er Jahren noch existierte.
Die „Prinzessinnengärten“ – zum ursprünglichen Schlosspark gehörte zunächst nur der das Schloss umgebende Bereich mit den sogenannten Prinzessinnengärtchen – der Ort war als behüteter Spielplatz für die Kinder des Herzogs gedacht und hatte kleine Holzhütten und Beete. Heute ist der Platz nur noch als Wiese zu erkennen.
Der „Theaterplatz“ liegt nahe den Prinzessinnengärten unterhalb der Ritterkapelle unter Bäumen. Er war ein Lieblingsplatz von Herzogin Louise. Zwei dort befindliche Steine trugen einst Namenstafeln ihrer Töchter Ida und Adelheid. Daneben befinden sich zwei in den anstehenden Felsen eingetiefte Sitzplätze. Man bezeichnet diese als „Hund’sche Kanapees“. Der Ort war demzufolge der Gerichtsplatz bei Burg Altenstein aus der Zeit der Hunde von Wenkheim.
Die „Rabatten- und Zopfbeete“ bilden einen farbenprächtigen Kontrast zum Grün der Wiesen und Gehölze. Ursprünglich sollte der etwa 200 Meter betragende Raum zwischen Schloss und Wirtschaftstrakt mit Stallungen, Remisen, Küchen und Unterkünften für die Verwaltung und das Personal für die Anlage kunstvoll eingefasster Wiesenflächen, Rabatten und Blumenbeeten genutzt werden. Um das Jahr 2000 wurde wieder mit der historischen Bepflanzung des Rundbeetes sowie mit der Neuanlage der Zopfbeete an den Schlossterrassen begonnen.
Die „Terrassen am Schloss“ gliedern die südöstliche Hangpartie in drei Ebenen und beziehen geschickt bauliche Reste der Vorgängerburg und erforderliche Stützmauern und Pfeiler in die Gartenarchitektur ein. Sehenswert sind auch die Laubengänge und ein in den Fels eingefügter „Gedenkstein“ mit Adler für die im Ersten Weltkrieg gefallenen Flieger Jörg von Saalfeld und Hermann Lietz. Auf der untersten Terrasse befindet sich ein weiterer Springbrunnen (gegenwärtig außer Betrieb).
Der „Bonifatiusfelsen“ erinnerte mit einer in vergoldeten Buchstaben versehenen Tafel an die wiedererrungene Freiheit von der französischen Besetzung – GOTT VATERLAND FREIHEIT – MDCCCXVV. Bereits im 19. Jahrhundert hatte man auf der Felsspitze ein eisernes Kreuz aufgestellt, nach der Überlieferung befand sich dort eine frühe Kapelle aus der Zeit der Heidenbekehrung. Seine Lage im Parkgelände ermöglichte zu religiösen Festtagen oder bei staatlichen Anlässen und Zeremonien einen würdevollen Platz innerhalb der Parkanlage nutzen und ausgestalten zu können. Der Felsen weist auch noch Reste der mittelalterlichen Burgmauern auf. Das 1992 erneuerte Kreuz auf der Felsspitze erinnert an die Christianisierung Thüringens. Der Aufstieg zum Felsen wird über eine geschickt in den anstehenden Fels eingehauene Treppe ermöglicht. Der Aussichtspunkt auf dem Felsen ist inzwischen von Bäumen verwachsen, dafür bietet die Sitzbank am Felsen den besten Blick auf Schloss Altenstein und die Parkfontaine.
Die östliche Hauptzufahrt wurde im Talgrund vom „Obeliskentor“ markiert. Ein von vier Steinobelisken gehaltenes schmiedeeisernes Gittertor und anbindende Mauern und Zäune sperrten den Zugang, auch militärisches Wachpersonal sicherte einst den Schlossbereich. Der Zufahrtsweg zum Schloss wird von einer Baumallee beschattet, von der noch wenige Veteranen erhalten sind. Eine in ihrer Gestalt ungewöhnliche Linde wurde als „Hohler Baum“ schon vor 100 Jahren gerühmt. Über der Hauptzufahrt thront der Bonifatiusfelsen mit dem neu errichteten Kreuz.
Die „Altensteiner Höhle“ ist eine Naturhöhle am Ortsrand von Schweina. Dem Bemühen des Herzogs kam auch der Zufall zu Hilfe. Bei Straßenbauarbeiten wurde die Altensteiner Höhle entdeckt, die wegen ihrer Größe und Schönheit rasch zu einer Besucherattraktion wurde, durch die Erhebung von Eintrittsgeldern konnte sogar ein Teil der Erschließungskosten amortisiert werden.
Das „Luisenthal als ländliches Idyll“ – Auslandsreisen und Besuche anderer Fürsten regten den Herzog an, Pläne zur Nutzung der teils bizarren Felsenriffe im Umkreis des Schlosses ausarbeiten zu lassen. Das noch weitgehend kahle, almartige Wiesengelände mit seinen für die Beweidung ungünstigen Steilhängen und dem Hochwald im Hintergrund konnte den Besucher durchaus an alpine Landschaftsidyllen in der Schweiz erinnern. Zu den ersten in Auftrag gegebenen Plänen gehörten im Jahr 1800 die Anlage eines künstlichen kleinen Sees und des durch einen Bewässerungsgraben gespeisten „Luisenthaler Wasserfalls“ bei der „Schweizer Sennhütte“. Da hier keine Gämsen heimisch sind, wurden am Wasserfall Bergziegen gehalten. Das Wiesengelände des Talgrundes diente als Festplatz und Veranstaltungsort von Pferderennen.
Das „Fohlenhaus“ bei der Fohlenwiese stand nahe beim Herzogsgrab auf dem höchsten Punkt des Parkgeländes. Es gehörte zum Altensteiner Gestüt, das bis 1848 von den Herzögen betrieben wurde und war im orientalischen Stil eingerichtet. Im Inneren befanden sich Bildnisse berühmter arabischer Rennpferde sowie in kalligraphisch ansprechender Form in arabischer Schrift verfasste Sinnsprüche. Vom Vorplatz hatte man eine grandiose Fernsicht auf den Nordrand der Rhön. Heute erinnert nur noch eine planierte Wiesenfläche und ein Hinweisschild an diesen Ort.
Die „Teufelsbrücke“ (erstmals erbaut um 1800) befindet sich in Sichtweite des Schlosses. Dicht über dem Luisenthal erhebt sich eine Felspartie mit zwei benachbarten Felsnadeln, die man mit einer Kettenbrücke verband. Nach den ursprünglichen Plänen hätte ein rauschender Gebirgsbach den schaurig-schönen Nervenkitzel einer Passage über die leicht schwingend aufgehängte Brücke verstärken sollen, aber dafür fehlten die technischen Voraussetzungen. Auch in dieser Felspartie wurden von Bergarbeitern Gänge, Treppen, eine Sitzbank und rätselhafte Vertiefungen in den Fels eingearbeitet. 1918 wurde die ursprüngliche Brücke beschädigt und demontiert. Die Stiftung konnte 2009 die Wiedererrichtung feiern.

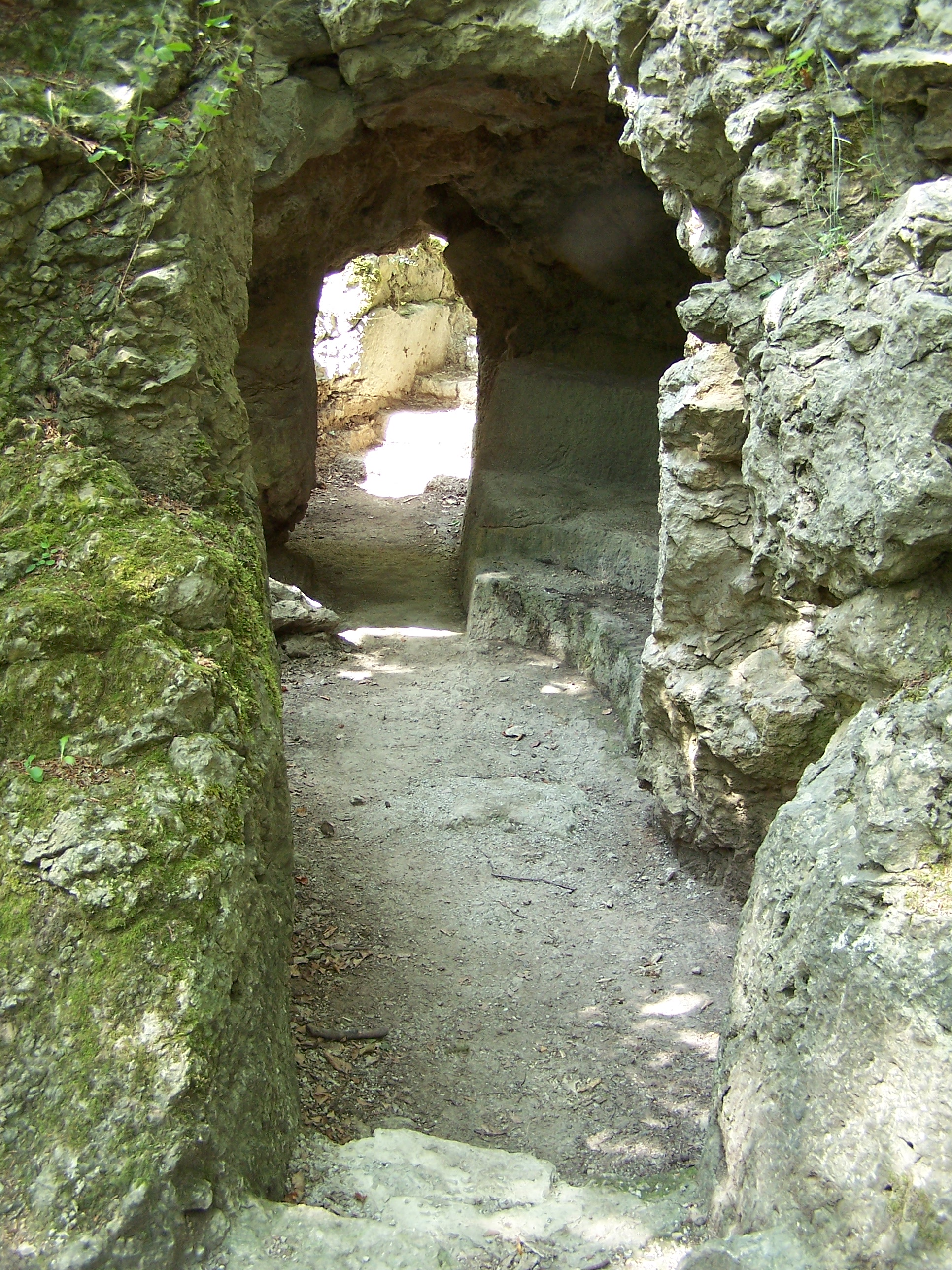
Viele Höhlen und Felsgebilde steigern den landschaftlichen Reiz

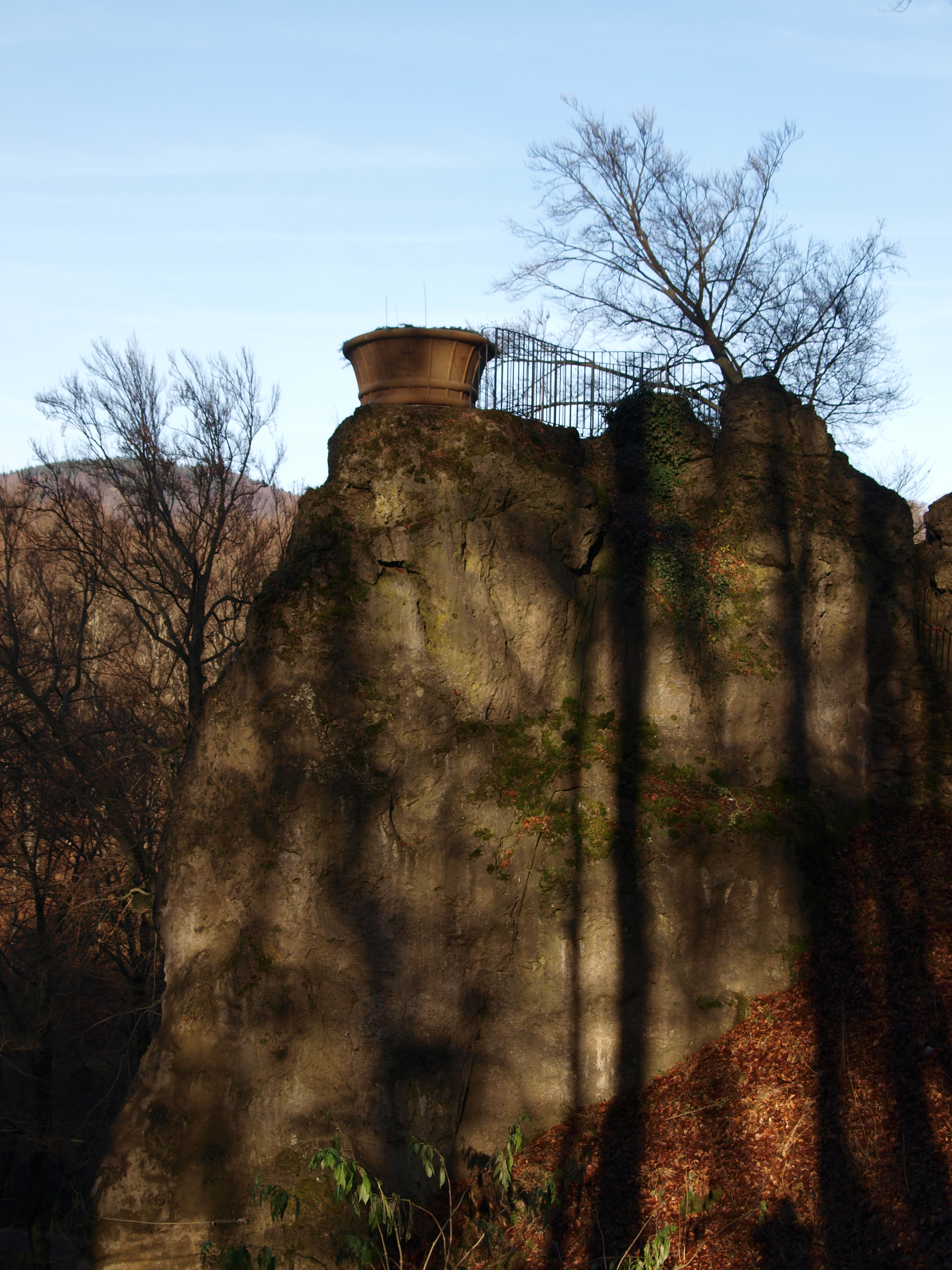
Blumenkorbfelsen (2013)

Die „Liebesgrotte“ befindet sich etwa 100 Schritte westlich der Teufelsbrücke. Man hat eine bereits vorhandene Naturhöhle, deren südliche Deckenpartie bereits eingebrochen war, freigelegt und einen Durchgang geschaffen. Im noch überwölbten Teil der Grotte wurde eine Art Sitzbank in den Felsen eingearbeitet. Jenseits der Grotte führt eine Treppenanlage zu einem Talweg in das Luisental.
Auch die seit etlichen Jahrzehnten nicht mehr existierende „Fasanentränke“ konnte mit Hilfe privater Spendengelder im Jahr 2011 wiederhergestellt werden. In deutschen Parkanlagen gibt es kein weiteres Beispiel einer solchen Fasanentränke.
Das „Türkenzelt“ und das „Chinesische Häuschen“ (erbaut um 1800) waren dem Zeitgeschmack entsprechende Kuriositäten. In den Sommermonaten wurde ein Türkenzelt auf der großen Wiese beim Schloss aufgestellt, es diente den Gästen als Schattenspender. Dem an Chinoiserien angelehnten Zeitgeschmack folgend wurde der Bau eines Chinesischen Häuschens auf einem schroffen Felsturm in Auftrag gegeben. Das Gebäude wird über eine in den Fels gehauene Treppe mit 33 Stufen erreicht, es erhielt als besondere Zierde ein Glockenspiel aus Lauschaer Glas und im Felsen wurde an geeigneter Stelle eine Äolsharfe eingebaut, so dass die Besucher des Pavillons bei Windbewegungen durch zufällig entstehende Klänge und Töne überrascht und unterhalten wurden. Während die Äolsharfe schon lange nicht mehr vorhanden ist und auf Grund des Baumbewuchses wohl wirkungslos wäre, wurde das wiederaufgebaute Chinesische Häuschen am 29. November 2011 der Stiftung übergeben.
Der „Hohle Stein“, auf dem das Chinesische Häuschen errichtet wurde, war ein besonderer Anziehungspunkt auf der Südseite der Parkanlage. Seine Aussichtsmöglichkeiten in das Werratal, zur nahen Rhön oder über das Tal waren bekannt und bei den Kurgästen beliebt. Der Name „Hohler Stein“ bezieht sich auf eine große Eintiefung an der nordöstlichen Felsflanke, die bereits vor Jahrhunderten vom Volksmund spöttisch als „Drachenhöhle“ bezeichnet wurde. Eine schmale Felsspalte führte durch den Fels und wurde mit der Äolsharfe bestückt.
Die „Eremitage“ erinnert an die Zeit der mittelalterlichen Einsiedler um Schweina, die auch in Eckerzell – jetzt Luisenthal – ihre einsame Arbeit verrichteten. Die Höhle ist heute als „Katzenhöhle“ bekannt und kann über die Wege unter dem Hohlen Stein begangen werden. Bergleute erweiterten einen Felsspalt und legten zwei Kammern an, die auch am Tage in mystisches Dunkel getaucht liegen. Man findet neben der Eingangspforte zwei aus dem Fels herausgearbeitete Tiergestalten, die als Fuchs oder Hund und Katze gedeutet werden. In der hinteren Kammer befindet sich eine Art Bank oder Altar als Schlafplatz des Eremiten.
Der „Blumenkorb“ ist eine auffällige Felspartie, sie erhielt als Schmuck eine aus Sandstein gehauene Blumenschale, die mit ihrer bunten Bepflanzung zum Blickfang wurde. Unter dem leicht überhängenden Fels befanden sich eine Marmorbüste der Herzogin Charlotte Amalie und eine Sitzgruppe. Inzwischen ist der Bereich durch den umgebenden Wald verdeckt und die Büste nebst Unterbau und die Blumenschale sind auch nicht mehr vorhanden. 2013 konnte ein neuer Blumenkorb gestaltet werden und auch eine Restaurierung der Sitzgruppe ist in Kürze vorgesehen.
Eine benachbarte Felsgruppe auf der Ostseite des entstehenden erweiterten Parkgeländes wurde mit einem Aussichtspavillon – der sogenannten „Rotunde“ (erbaut um 1800) – versehen. Der Zugang erfolgte durch einen in den Fels gehauenen unterirdischen Gang, der in einer Wendeltreppe endete und zur Aussichtsplattform hinaufführte. Leider ist auch dieses Bauwerk nicht mehr präsent, es musste 1884 demontiert werden. Zu besichtigen sind noch der Stollen und der Treppenschacht. Eine Restaurierung und Wiederherstellung ist geplant.
Die „Mooshütte“ war eine kleine Schutzhütte beim Blumenkorb und der Rotunde. Gegenwärtig befindet sich eine ähnliche Hütte südlich von Bad Liebenstein im westlichen Teil des Aschenberges in der Nähe des Karl-Bücher-Denkmals.

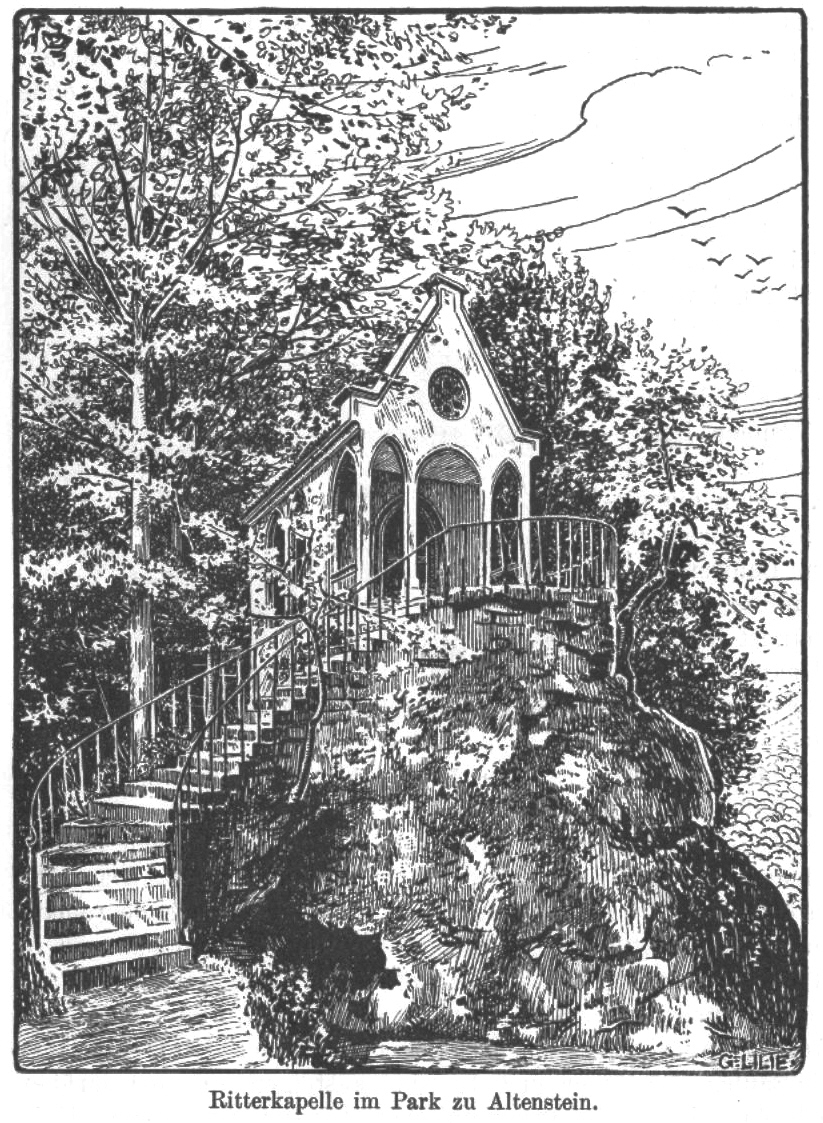
Ritterkapelle (1905)

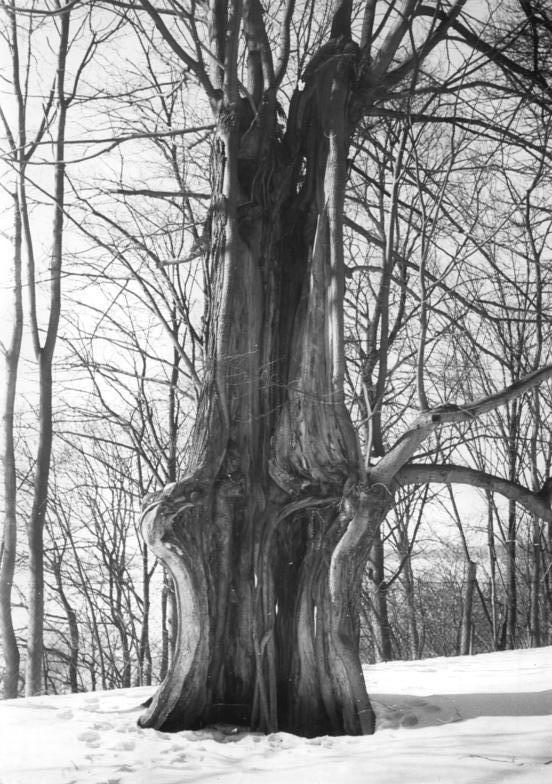
Die 400-jährige Linde (1955)

Das „Morgentor“ kam nicht mehr zur Vollendung. Am Hauptzugang vom Ort Steinbach wurde eine Felsgruppe als Morgentorfelsen ausgewiesen. Ein schroffer Felsabbruch wurde erschlossen und gestattete einen Blick zur benachbarten Burgruine Liebenstein. Der nur von einem Eisengitter gesicherte Platz über dem Abgrund wurde als „Galerie“ bezeichnet. Auch er besitzt einen reizvollen Panoramablick in Richtung Dolmar und die Rhön.
Passend zum chinesischen Häuschen sollte hier vielleicht eine Art japanisches Tor entstehen, der Plan kam nicht zur Ausführung. Hier bietet sich allerdings der wohl schönste Blick in das Werratal sowie in die Vorderrhön.
Der „Bernhardsplatz“ ist eine Erinnerungsstätte an Herzog Bernhard I. in der Nähe des Schlosses. Der Platz wurde als Lindenbaumpflanzung um eine Steinbank gestaltet.
Weitere „Kuriositäten“ wurden in das entstehende Wegenetz eingefügt. Am Hauptzugang trifft man auf die malerische, aus Sandstein gefertigte Ruhebank. Ein jetzt durch die Verwitterung schon weniger auffälliger Sinnspruch F·V·R·F·A·V·L·E mag manchem Besucher die Benutzung vergällt haben. Der Förderverein Altenstein-Glücksbrunn konnte die Sitzbank wie auch die steinerne Sonnenuhr im Innenpark mit Spendengeldern in den letzten Jahren restaurieren. Zu erwähnen sind weiterhin noch die Idolino-Statue mit Brunnen und die Statue Artemis mit Reh sowie das große Fontänenbecken vor dem Schloss.

## Das Herzogsgrab

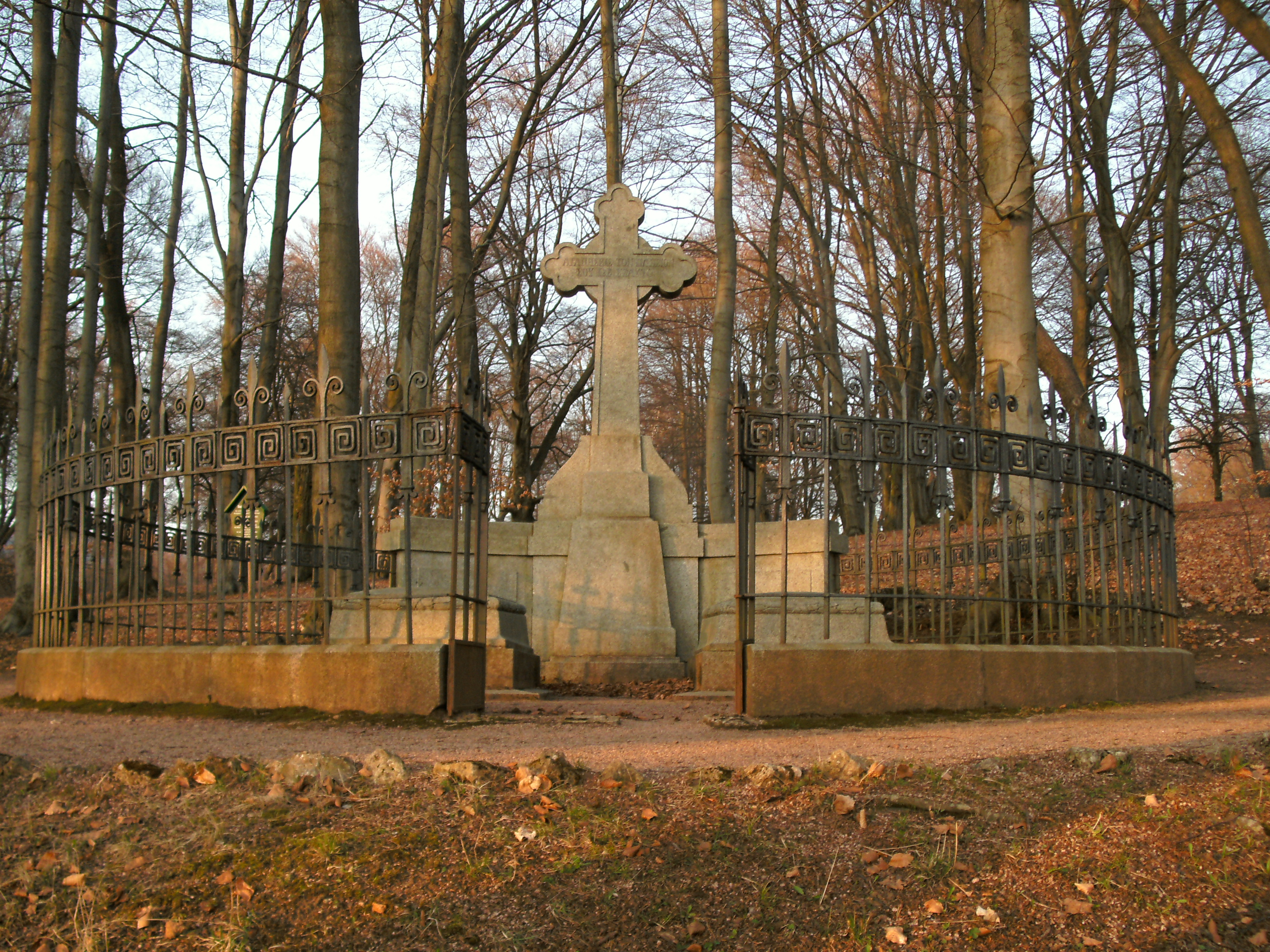
Grabmal Bernhards III.

Als letztem regierenden Fürsten von Sachsen-Meiningen wurde Herzog Bernhard III. und seine Gattin Charlotte in einem Gemeinschaftsgrab nahe dem Schloss bestattet, der von einem kleinen Gitterzaun eingefasste Platz ist heute als das Herzogsgrab bekannt.

## Dendrologische Sehenswürdigkeiten

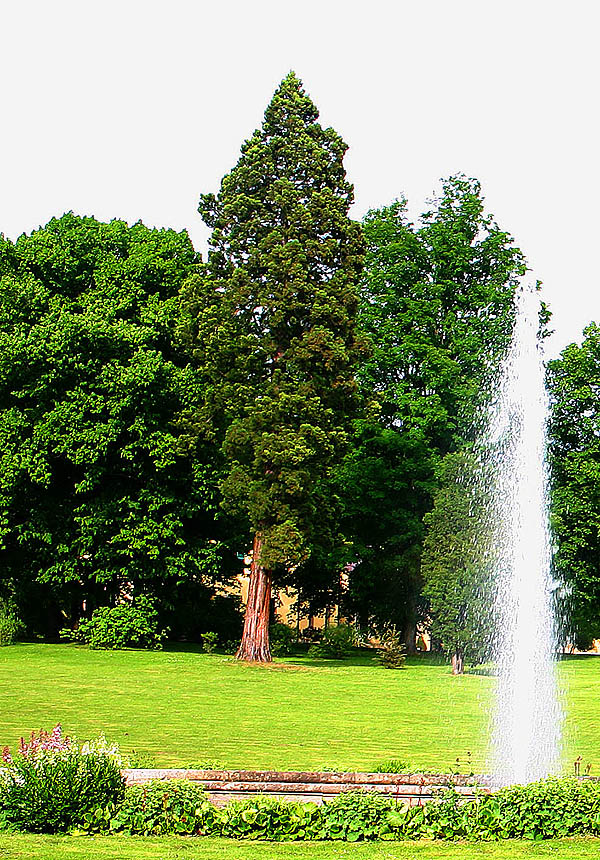
Riesenmammutbaum im Park

Zu jeder Tages- und Jahreszeit bietet der Park interessante Einblicke. Fast alle einheimischen Hölzer sind in großer Zahl in den verschiedenen Teilen des Parks vertreten: Hain- und Blutbuche, Esche, Eiche, Ulme, Linde, Erle, Birke, Ahorn, Fichte, Kiefer und Lärche. Sie bilden die Kulisse für manche exotische Kostbarkeit: Zypresse, Ginkgobaum, Hemlock- und Coloradotannen, Kaukasische Flügelnuss, Sadebaum und ein schon früh nach Deutschland gekommener Riesenmammutbaum können betrachtet werden.
Als Besonderheit ist anzumerken, dass dieser Mammutbaum 1885 als etwa 30-jähriger Baum von Bad Liebenstein in den Altensteiner Park mittels eines englischen Pflanzwagens umgepflanzt wurde.

## Die Entstehung der Felsgebilde
Eine Besonderheit des Altensteiner Parks sind die Felsgebilde an der Südseite des Parks. Es handelt sich um die Überreste des Körpers eines ausgedehnten Riffs, welches, ähnlich heutigen tropischen Atollen und Korallenriffen, vor etwa 235 Millionen Jahren in einer küstennahen Region des Zechsteinmeers existierte. Während dieser Zeit entfaltete sich um das Riff ein reichhaltiges organisches Leben, das auf Kalkalgen als Riffbildnern basierte. Zunächst hat man andere Lebensformen – Stromatolithe und Bryozoen, welche durch ihre auffällige Form und Verbreitung diesem Lebensraum eigen waren – als Riffbildner angesehen und in der älteren Fachliteratur den Riff-Typ als Bryozoenriff bezeichnet. In neuerer Forschungsliteratur wird jedoch der treffendere Begriff Kalkalgenriff verwendet. Günstige und konstante Lebensbedingungen über einen langen Zeitraum und das hohe Alter dieses Riffs führten zu einer ungewöhnlichen Größe des Riffkörpers. Die mit der Untersuchung und Vermessung des Altensteiner Riffs betrauten Geologen ermittelten eine Mächtigkeit von 115 m – heutige Riffgebilde erreichen nur 60 bis 70 m. Eine typische Eigenschaft dieser Riffe ist die entstehungsbedingte Häufigkeit von Höhlen und Spalten.

## Veranstaltungen
Der Altensteiner Park ist ein fester Bestandteil im Kulturprogramm der Stadt Bad Liebenstein und der Gemeinden Schweina und Steinbach.
Bereits das 14. Parkfest wurde im Juni 2011 veranstaltet und über die Fortschritte zum Erhalt und Wiederaufbau der Parkanlage und des Altensteiner Schlosses berichtet. Ein großes Interesse erfährt auch der in Bad Liebenstein ausgerichtete Tag der Kur und der zeitgleich veranstaltete Tag des offenen Denkmals. Die Altensteiner Höhle ist beim Tag des Geotops mit Rahmenveranstaltungen und Sonderführungen vertreten. Weiterhin bieten verschiedene Thüringer Stiftungen, Gesellschaften und Vereine Führungen und Veranstaltungen zum Altensteiner Park an, hierzu zählen beispielsweise Garten- und Landschaftsarchitekten und Fremdenverkehrsvereine.

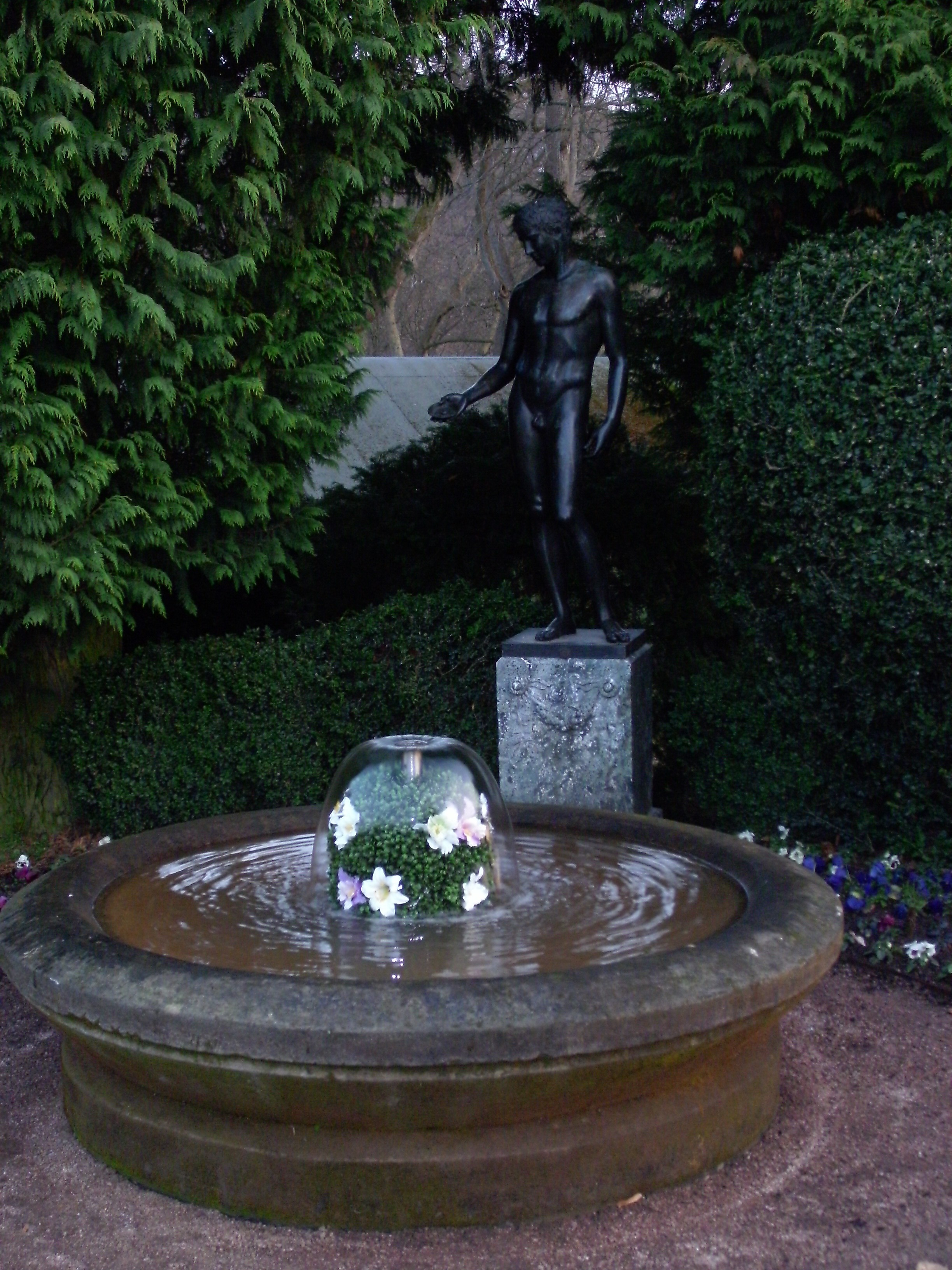
Idolinobrunnen